# División de Honor 2006-2007 (calcio a 5)
La División de Honor 2006-2007 è stata la 18ª edizione del massimo torneo di calcio a 5 spagnolo. Organizzata dalla Liga Nacional de Fútbol Sala, la stagione regolare è iniziata il 16 settembre 2006 e si è conclusa il 19 maggio 2007, prolungandosi fino al 23 giugno con la disputa dei play-off.

## Stagione regolare

### Classifica
|  | Pos. | Squadra             | Pt | G  | V  | N  | P  | GF  | GS  | DR  |
|  | ---- | ------------------- | -- | -- | -- | -- | -- | --- | --- | --- |
|  | 1.   | Interviú            | 66 | 30 | 19 | 9  | 2  | 112 | 63  | +49 |
|  | 2.   | Cartagena           | 58 | 30 | 18 | 4  | 8  | 137 | 83  | +54 |
|  | 3.   | ElPozo Murcia       | 52 | 30 | 16 | 4  | 10 | 137 | 110 | +27 |
|  | 4.   | Baix Maestrat       | 49 | 30 | 14 | 7  | 9  | 94  | 85  | +9  |
|  | 5.   | Xota                | 49 | 30 | 14 | 7  | 9  | 119 | 99  | +20 |
|  | 6.   | Segovia             | 46 | 30 | 12 | 10 | 8  | 107 | 88  | +19 |
|  | 7.   | Móstoles            | 46 | 30 | 12 | 10 | 8  | 112 | 119 | -7  |
|  | 8.   | Carnicer Torrejón   | 44 | 30 | 12 | 8  | 10 | 105 | 110 | -5  |
|  | 9.   | Prone Lugo          | 43 | 30 | 12 | 7  | 11 | 110 | 101 | +9  |
|  | 10.  | Playas de Castellón | 43 | 30 | 13 | 4  | 13 | 127 | 111 | +26 |
|  | 11.  | Santiago            | 39 | 30 | 10 | 9  | 11 | 108 | 124 | -16 |
|  | 12.  | S10 Saragozza       | 31 | 30 | 8  | 7  | 15 | 112 | 133 | -21 |
|  | 13.  | Barcellona          | 31 | 30 | 8  | 7  | 15 | 80  | 107 | -27 |
|  | 14.  | Guadalajara         | 24 | 30 | 6  | 6  | 18 | 94  | 131 | -37 |
|  | 15.  | Martorell           | 24 | 30 | 6  | 6  | 18 | 77  | 121 | -44 |
|  | 16.  | Celta Vigo          | 19 | 30 | 4  | 7  | 19 | 85  | 131 | -46 |

### Verdetti
- ElPozo Murcia campione di Spagna 2006-07 e qualificato alla Coppa UEFA 2007-2008.
- Celta Vigo e Martorell retrocessi in División de Plata 2007-08.

## Play-off
I play-off valevoli per il titolo nazionale si sono svolti tra il 23 maggio e il 23 giugno 2007. Il regolamento prevede che i quarti di finale e le semifinali si giochino al meglio delle tre gare mentre la finale al meglio delle cinque.

### Tabellone
|  | Quarti di finale | Quarti di finale  | Quarti di finale | Quarti di finale | Quarti di finale |  |  | Semifinali    | Semifinali    | Semifinali    | Semifinali    | Semifinali |   |   | Finale   | Finale   | Finale | Finale | Finale |  |
|  |                  |                   |                  |                  |                  |  |  |               |               |               |               |            |   |   |          |          |        |        |        |  |
|  | 1                | Interviú          | 8                | 4                | –                |  |  |               |               |               |               |            |   |   |          |          |        |        |        |  |
|  | 8                | Carnicer Torrejón | 4                | 2                | –                |  |  | Interviú      | Interviú      | 5             | 4             | –          |   |   |          |          |        |        |        |  |
|  | 4                | Baix Maestrat     | 2 (3)            | 4                | 7                |  |  | Baix Maestrat | Baix Maestrat | 1             | 3             | –          |   |   |          |          |        |        |        |  |
|  | 5                | Xota              | 2 (4)            | 3                | 0                |  |  |               |               |               |               |            |   |   | Interviú | Interviú | 7      | 2      | –      |  |
|  | 2                | Cartagena         | 3                | 4                | –                |  |  |               |               | ElPozo Murcia | ElPozo Murcia | 8 (dts)    | 3 | – |          |          |        |        |        |  |
|  | 7                | Móstoles          | 0                | 3                | –                |  |  | Cartagena     | Cartagena     | 3 (5)         | 3             | –          |   |   |          |          |        |        |        |  |
|  | 3                | ElPozo Murcia     | 4 (5)            | 3                | 2                |  |  | ElPozo Murcia | ElPozo Murcia | 3 (6)         | 4 (dts)       | –          |   |   |          |          |        |        |        |  |
|  | 6                | Segovia           | 4 (4)            | 4                | 1                |  |  |               |               |               |               |            |   |   |          |          |        |        |        |  |

### Quarti di finale

#### Gara 1
| Alcalá de Henares 23 maggio 2007, ore 21:00 CEST                                                                                    | Interviú  | 8 – 4 (3-2) referto                      | Carnicer Torrejón | Pabellón CajaMadrid |
| Schumacher 6’ , 31’ , 31’ Bertoni 10’ Neto 11’ , 40’ Rogério 25’ A. Linares 30’ Marcatori 1’ Juanra 16’ , 27’ Miñambres 30’ Tolotti |           |                                          |                   |                     |
| |           |                                          |                   |                     |
| Schumacher 6’, 31’, 31’ Bertoni 10’ Neto 11’, 40’ Rogério 25’ A. Linares 30’                                                        | Marcatori | 1’ Juanra 16’, 27’ Miñambres 30’ Tolotti |                   |                     |

| Cartagena 23 maggio 2007, ore 21:00 CEST | Cartagena | 3 – 0 (1-0) referto | Móstoles | Pabellón Wsell de Guimbarda |
| Torrás 8’ Rato 30’ Simi 39’ Marcatori    |           |                     |          |                             |
|                                          |           |                     |          |                             |
| Torrás 8’ Rato 30’ Simi 39’              | Marcatori |                     |          |                             |

| Murcia 23 maggio 2007, ore 21:00 CEST                                                                   | ElPozo Murcia        | 4 – 4 (d.t.s.) (1-1, 3-3) referto      | Segovia | Palacio de Deportes |
| Boned 13’ , 24’ Bacaro 36’ , 45’ Marcatori 11’ , 45’ Isco 25’ C. Muñoz 35’ Cornejo Tiri di rigore 5 – 4 |                      |                                        |         |                     |
| |                      |                                        |         |                     |
| Boned 13’, 24’ Bacaro 36’, 45’                                                                          | Marcatori            | 11’, 45’ Isco 25’ C. Muñoz 35’ Cornejo |         |                     |
| | Tiri di rigore 5 – 4 |                                        |         |                     |

| Benicarló 23 maggio 2007, ore 21:00 CEST                                         | Baix Maestrat        | 2 – 2 (d.t.s.) (0-0, 1-1) referto | Xota | Municipal de Benicarló |
| Parrel 36’ E. González 43’ Marcatori 36’ Ortiz 44’ Eseverri Tiri di rigore 3 – 4 |                      |                                   |      |                        |
|                                                                                  |                      |                                   |      |                        |
| Parrel 36’ E. González 43’                                                       | Marcatori            | 36’ Ortiz 44’ Eseverri            |      |                        |
|                                                                                  | Tiri di rigore 3 – 4 |                                   |      |                        |

#### Gara 2
| Torrejón de Ardoz 26 maggio 2007, ore 15:00 CEST                               | Carnicer Torrejón | 2 – 4 (1-1) referto                           | Interviú | Pabellón Municipal Jorge Garbajosa |
| Párraga 4’ Juanra 27’ Marcatori 4’ , 31’ Bertoni 27’ A. Linares 39’ Schumacher |                   |                                               |          |                                    |
|                                                                                |                   |                                               |          |                                    |
| Párraga 4’ Juanra 27’                                                          | Marcatori         | 4’, 31’ Bertoni 27’ A. Linares 39’ Schumacher |          |                                    |

| Móstoles 26 maggio 2007, ore 18:30 CEST                                       | Móstoles  | 3 – 4 (1-3) referto                  | Cartagena | Pabellón Andrés Torrejón El Soto |
| Beto 8’ Nuno 28’ Limones 34’ Marcatori 10’ , 34’ J. Sánchez 12’ , 19’ Lenísio |           |                                      |           |                                  |
|                                                                               |           |                                      |           |                                  |
| Beto 8’ Nuno 28’ Limones 34’                                                  | Marcatori | 10’, 34’ J. Sánchez 12’, 19’ Lenísio |           |                                  |

| Segovia 26 maggio 2007, ore 18:30 CEST                                         | Segovia   | 4 – 3 (1-1) referto                | ElPozo Murcia | Pabellón Pedro Delgado |
| C. Muñoz 17’ , 40’ Tobe 32’ , 34’ Marcatori 17’ Vinícius 32’ Queirós 40’ Boned |           |                                    |               |                        |
|                                                                                |           |                                    |               |                        |
| C. Muñoz 17’, 40’ Tobe 32’, 34’                                                | Marcatori | 17’ Vinícius 32’ Queirós 40’ Boned |               |                        |

| Pamplona 26 maggio 2007, ore 18:30 CEST                                                         | Xota      | 3 – 4 (1-1) referto                        | Baix Maestrat | Pabellón Universitario de Navarra |
| Lukaian 13’ Eseverri 28’ Tete 35’ ( aut. ) Marcatori 5’ Tete 30’ Vadillo 38’ Valença 39’ Parrel |           |                                            |               |                                   |
|                                                                                                 |           |                                            |               |                                   |
| Lukaian 13’ Eseverri 28’ Tete 35’ (aut.)                                                        | Marcatori | 5’ Tete 30’ Vadillo 38’ Valença 39’ Parrel |               |                                   |

#### Gara 3
| Murcia 2 giugno 2007, ore 18:30 CEST         | ElPozo Murcia | 2 – 1 (1-1) referto | Segovia | Palacio de Deportes |
| Vinícius 15’ Boned 38’ Marcatori 12’ Schacht |               |                     |         |                     |
|                                              |               |                     |         |                     |
| Vinícius 15’ Boned 38’                       | Marcatori     | 12’ Schacht         |         |                     |

| Benicarló 2 giugno 2007, ore 18:30 CEST                                          | Baix Maestrat | 7 – 0 referto | Xota | Municipal de Benicarló |
| Tete 8’ Valença 14’ E. González 29’ Parrel 33’ , 38’ , 40’ D. Ruiz 33’ Marcatori |               |               |      |                        |
|                                                                                  |               |               |      |                        |
| Tete 8’ Valença 14’ E. González 29’ Parrel 33’, 38’, 40’ D. Ruiz 33’             | Marcatori     |               |      |                        |

### Semifinali

#### Gara 1
| Alcalá de Henares 7 giugno 2007, ore 21:00 CEST                                   | Interviú  | 5 – 1 (0-0) referto | Baix Maestrat | Pabellón CajaMadrid |
| Bertoni 22’ Gabriel 24’ Daniel 34’ , 39’ Schumacher 40’ Marcatori 36’ E. González |           |                     |               |                     |
|                                                                                   |           |                     |               |                     |
| Bertoni 22’ Gabriel 24’ Daniel 34’, 39’ Schumacher 40’                            | Marcatori | 36’ E. González     |               |                     |

| Cartagena 7 giugno 2007, ore 21:00 CEST                                              | Cartagena            | 3 – 3 (d.t.s.) (1-2, 3-3) referto | ElPozo Murcia | Pabellón Wsell de Guimbarda |
| Orol 16’ Simi 24’ , 36’ Marcatori 6’ Queirós 14’ , 37’ Vinícius Tiri di rigore 5 – 6 |                      |                                   |               |                             |
|                                                                                      |                      |                                   |               |                             |
| Orol 16’ Simi 24’, 36’                                                               | Marcatori            | 6’ Queirós 14’, 37’ Vinícius      |               |                             |
|                                                                                      | Tiri di rigore 5 – 6 |                                   |               |                             |

#### Gara 2
| Benicarló 10 giugno 2007, ore 19:00 CEST                                                           | Baix Maestrat | 3 – 4 (2-3) referto                                   | Interviú | Municipal de Benicarló |
| D. Ruiz 8’ Vadillo 18’ Valença 22’ Marcatori 4’ Schumacher 5’ Marquinho 17’ A. Linares 25’ Bertoni |               |                                                       |          |                        |
| |               |                                                       |          |                        |
| D. Ruiz 8’ Vadillo 18’ Valença 22’                                                                 | Marcatori     | 4’ Schumacher 5’ Marquinho 17’ A. Linares 25’ Bertoni |          |                        |

| Murcia 10 giugno 2007, ore 19:30 CEST                                           | ElPozo Murcia | 4 – 3 (d.t.s.) (2-0, 3-3) referto | Cartagena | Palacio de Deportes |
| Vinícius 4’ , 43’ Queirós 11’ Álvaro 32’ Marcatori 27’ , 33’ Lenísio 29’ Torrás |               |                                   |           |                     |
|                                                                                 |               |                                   |           |                     |
| Vinícius 4’, 43’ Queirós 11’ Álvaro 32’                                         | Marcatori     | 27’, 33’ Lenísio 29’ Torrás       |           |                     |

### Finale

#### Gara 1
| Arbitri: | Bel Pascual Blazquez Sierra |

|                                                         |           |                                                                   |
| Neto 10’, 28’ Schumacher 14’, 36’ Gabriel 15’, 22’, 29’ | Marcatori | 1’, 16’ Boned 9’, 11’ Vinícius 15’, 17’, 45’ Maurício 26’ Queirós |

#### Gara 2
| Murcia 23 giugno 2007, ore 18:00 CEST                                    | ElPozo Murcia | 3 – 2 (2-1) referto        | Interviú | Palacio de Deportes |
| Vinícius 5’ Bacaro 14’ Maurício 30’ Marcatori 15’ Schumacher 25’ Bertoni |               |                            |          |                     |
|                                                                          |               |                            |          |                     |
| Vinícius 5’ Bacaro 14’ Maurício 30’                                      | Marcatori     | 15’ Schumacher 25’ Bertoni |          |                     |

## Supercoppa di Spagna

### Formula
La 17ª edizione della competizione è stata caratterizzata da una formula inedita. Oltre all'ElPozo Murcia, vincitore del campionato, e al Santiago, detentore della Coppa di Spagna, sono stati ammessi il Cartagena, finalista dei play-off, e il Playas de Castellón in qualità di società organizzatrice. Il trofeo è stato assegnato tramite una finale a quattro, con incontri a eliminazione diretta giocati a Castellón de la Plana presso il Pabellón Ciutat de Castelló. Gli accoppiamenti delle semifinali sono stati determinati tramite sorteggio.

### Semifinali
| Arbitri: | Gracia Marín Peña Díaz |

|                                |           |                                                       |
| Pablo 2’, 37’, 39’ Salgado 23’ | Marcatori | 2’ Alemão 25’ Chilavert 26’ Barral 32’ Betão 34’ Yoni |

| Castellón de la Plana 9 settembre 2006, ore 18:30 | Cartagena | 3 – 7 (1-4) | ElPozo Murcia | Pabellón Ciutat de Castelló |

### Finale
| Arbitri: | Gracia Marín Gutiérrez Lumbreras |

|                                    |           |                            |
| Maurício 4’ Vinícius 6’ Cobeta 40’ | Marcatori | 26’ Chilavert 38’ M. Muñoz |